# Polystichum luctuosum
Polystichum luctuosum är en träjonväxtart som först beskrevs av Kze., och fick sitt nu gällande namn av Thomas Moore. Polystichum luctuosum ingår i släktet Polystichum och familjen Dryopteridaceae. Inga underarter finns listade.